# Solenastrea hyades
Solenastrea hyades is een rifkoralensoort, de plaats in een familie is onzeker. De wetenschappelijke naam van de soort is voor het eerst geldig gepubliceerd in 1846 door Dana.